# London (Ontario)
London (bijnaam "The Forest City" of "Bosstad") is een stad in het zuidwesten van de Canadese provincie Ontario.

## Geschiedenis
De eerste Europese bewoners vestigden zich in 1826 in Halifax. Daarna breidde London zich steeds meer uit. Op 1 januari 1855 werd het officieel een stad.

## Demografie
In 2021 had de stad 422.324 inwoners, en de agglomeratie had 543.551 inwoners. 80% van de bevolking heeft het Engels als moedertaal. Daarnaast zijn er nog Poolse, Arabische, Franse, Portugese, Nederlandse, Spaanse en Italiaanse minderheden met een aandeel van ongeveer 1-2%. Nabij London is het plaatsje Salford gelegen, alwaar een kleine Nederlandse Oud Gereformeerde Gemeente in Nederland is. Deze gemeente wordt in 2012 bediend door ds. Gerritsen.

## Geboren
- Paul Peel (1860–1892), kunstschilder
- Jack Warner (1892-1978), filmproducent
- Guy Lombardo (1902–1977), violist en bigbandleider
- Hume Cronyn (1911-2003), acteur
- Rob McConnell (1935–2010), jazz-trombonist
- Victor Garber (1949), acteur
- Kate Nelligan (1950), actrice
- Paul Haggis (1953), filmregisseur, scenarioschrijver en filmproducent
- John Kapelos (1956), acteur
- Lolita Davidovich (1961), actrice
- Will Kymlicka (1962), politiek filosoof
- Jim Long (1968), darter
- Eric Lindros (1973), ijshockeyer
- Rachel McAdams (1978), actrice
- Stephen Kramer Glickman (1979), acteur en komiek
- Joseph Eric Thornton (1979), ijshockeyer
- Ryan Gosling (1980), acteur
- Adam Kreek (1980), roeier
- Luke Macfarlane (1980), acteur
- David Duncan (1982), freestyleskiër
- Eleanor Catton (1985), Nieuw-Zeelands auteur
- Heather Bansley (1987), beachvolleyballer
- Scott Moir (1987), kunstschaatser
- Tessa Virtue (1989), kunstschaatsster
- Damian Warner (1989), atleet
- Hilary Caldwell (1991), zwemster
- Evan Van Moerkerke (1993), zwemmer
- Justin Bieber (1994), zanger/acteur
- Jessie Fleming (1998), voetbalster

## Partnersteden
- Nanjing, Volksrepubliek China